# Lidia Yusúpova
Lidia Mujtárovna Yusúpova (en ruso: Ли́дия Мухта́ровна Юсу́пова; nacida el 15 de septiembre de 1961 en Grozny, Unión Soviética) es la Coordinadora Legal de Memorial, una organización de derechos humanos con base en Moscú. Anteriormente, Yusúpova fue la directora de la oficina de Grozny de Memorial. Actualmente, Yusúpova está completando estudios de postgrado en leyes en calidad de becaria en Moscú.
Yusúpova, de padre checheno y madre rusa, nació en la ciudad de Grozny en septiembre de 1961. Estudio literatura rusa en el Instituto Karacháevo-Cherkeski. Después, estudio derecho en la Universidad Chechena de la ciudad de Grozny, y ejerció como docente en esa área. Durante la Primera Guerra Chechena, fue testigo de la tragedia de la guerra y sufrió la pérdida de muchos de sus amigos, vecinos colegas y familiares. En el 2000, durante la Segunda Guerra Chechena, decidió dedicar su vida a la defensa de los derechos humanos, usando su experiencia profesional en derecho y sus experiencias personales durante ambas guerras para ayudar a aquellos que se encontraban atrapados en el sangriento conflicto.
Yusúpova recibe testimonios de víctimas de abusos a los derechos humanos, y lleva sus casos a los tribunales y agencias militares. No solamente provee asesoría legal a las víctimas, pero también informa al resto del mundo de las violaciones a los derechos humanos cometidas por tanto las Fuerzas Armadas Rusas como por los rebeldes chechenos. Yusúpova ha sido descrita por el servicio de noticias de la BBC como “la mujer más valiente de Europa", ”, y representantes de Amnistía Internacional también han utilizado similares palabras, calificándola como “una de las mujeres más valientes de Europa".  Tanto Yusúpova y su organización han sido nominadas para el Premio Nobel de la Paz.
Yusúpova ha sido condecorada con el Premio Martin Ennals para Defensores de los Derechos Humanos en el 2004 y el profesor Thorolf Rafto Memorial Prize en el 2005.
La Federación Internacional por los Derechos Humanos informó el 12 de octubre de 2006 de que Yusúpova había recibido amenazas de muerte por su trabajo.

## Citas
“Violaciones a los derechos humanos a gran escala y el terrorismo de estado siguen siendo la orden del día… Hoy por hoy todos están en peligro, no solamente aquellas personas que viven en Chechenia, pero también las que viven en Rusia… La sociedad responderá. Alguna respuesta a esta locura deberá emerger, sea en la forma de un movimiento de disidencia, u otras formas que aún no hemos discernido. Las autoridades trataran, inevitablemente, de reprimir cruel y brutalmente este movimiento. Pero la represión tan solo estimulara su crecimiento, sin importar todo el terror.”  Archivado el 22 de noviembre de 2008 en Wayback Machine.
“…no deberíamos rendirnos y perder las esperanzas. Aún está nuestra consciencia, aún está la memoria de las víctimas de esta guerra, aún está nuestro deber para tratar de prevenir más derramamiento de sangre. Debemos llevar ante la ley a todos los que han cometido crímenes de guerra y crímenes contra la humanidad”.